# Citrus swinglei
Citrus swinglei, comúnmente conocido como kumquat malayo, es un árbol o arbusto perteneciente al género Citrus, dentro de la familia de las rutáceas. Es endémico de Hainan (China) y la península de Malasia.

## Descripción
El kumquat malayo es un árbol con espinas que crece de 1 a 5 m de altura, aunque se puede cultivar en maceta como una planta ornamental pequeña.
Presenta hojas largas y estrechas, sin el olor característico a cítrico. Sus flores son de color blanco y aparecen en grupos de 1 a 5. 

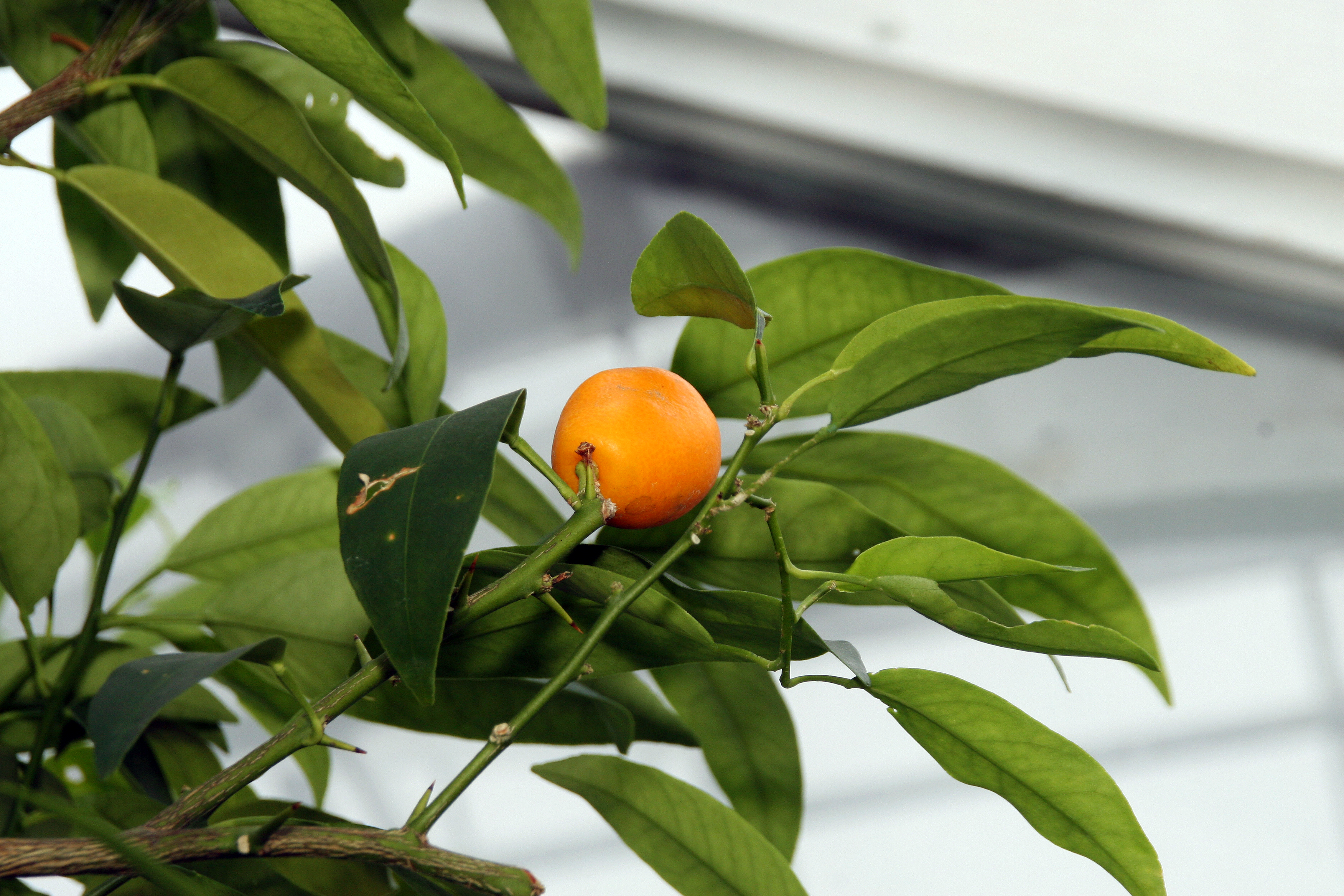
Detalle del fruto

Los frutos son redondos y miden 2,5 cm de ancho. Tienen la cáscara fin, suave y brillante. Y aunque sus frutos son verdes, se vuelven anaranjados cuando maduran.

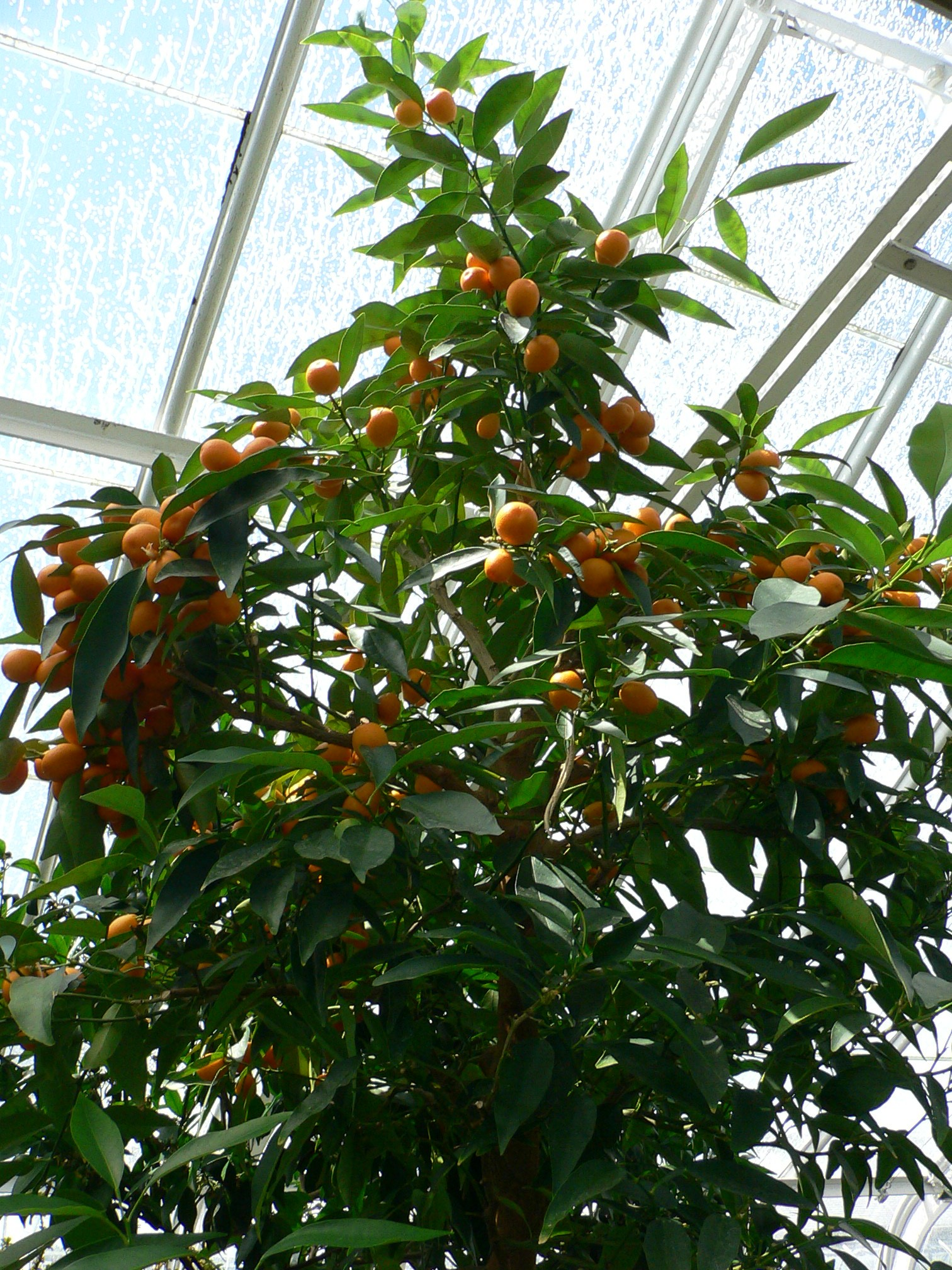
Ejemplar de Citrus swinglei

## Distribución y hábitat
El área de distribución nativa de esta especie es Hainan (China) y la península de Malasia y crece principalmente en el bioma tropical húmedo.

## Taxonomía
Citrus swinglei fue descrito por los botánicos Isaac Henry Burkill y Hermann Harms y publicada por primera vez en Die Natürlichen Pflanzenfamilien Nachtr ed. 2.19 c: 459 en 1931.
Etimología
- Citrus: nombre genérico que proviene del latín citrus, que se refiere a los árboles y arbustos que producen frutas cítricas, como limones, naranjas y limas. El término citrus tiene sus raíces en el griego antiguo κίτρον (kítron), que significa 'cítricos' o 'fruto de cítricos'
- swinglei: epíteto específico otorgado en honrar al botánico Walter T. Swingle, quien fue conocido por sus investigaciones sobre los cítricos y su clasificación.[3]

## Estado de conservación
En la Lista Roja de Especies Amenazadas de la UICN, la especie está clasificada como de “Preocupación Menor (LC)”.

## Usos
Esta especie, además de tener una fruta comestible, se cultiva principalmente como planta ornamental por sus hojas y pequeños frutos anaranjados.